# Antonina Zetova
Antonina Zetova (en búlgaro: Антонина Зетова) (17 de septiembre de 1973 en Pleven) es una jugadora profesional de voleibol búlgara, juega de posición de opuesto.

## Palmarés

### Clubes
Recopa de Europa
- 1991

Campeonato de Bulgaria
- 1991, 1992, 1993, 1995
- 1994

Copa de Bulgaria
- 1993, 1995

Copa de Turquía
- 1997, 1998, 2003

Campeonato de Turquía
- 1997, 1998, 2003

Liga de Campeones
- 2006
- 1998

Campeonato de Italia
- 2000, 2007
- 2001

Copa CEV
- 2002, 2007
- 2001

Copa de Italia
- 2002, 2007

Copa Top Teams
- 2005

Campeonato de España
- 2009

### Selección nacional
Campeonato Europeo
- 2001

Liga Europea
- 2010

### Entrenador
Campeonato Mundial Femenino Sub-23
- 2017

## Premios individuales
- 2001 MVP y mayor anotadora Campeonato Europeo